# Фрейндлих, Отто
Отто Фрейндлих (нем. Otto Freundlich; 10 июля 1878, Штольп, провинция Померания, Германская империя, Поморское воеводство, Польша — 9 марта 1943, Майданек) — немецкий живописец и скульптор еврейского происхождения, один из первых художников-абстракционистов.

## Биография
Фрейндлих родился в городе Слупске в Померании. Его мать была двоюродной сестрой писателя Самуэля Люблинского. Прежде чем стать художником, изучал стоматологию.
В 1908 году он уехал в Париж, где жил на Монмартре недалеко от Пабло Пикассо и Жоржа Брака. В 1914 году художник вернулся в Германию. В 1919 году Отто Фрейндлих, Макс Эрнст и Йоханнес Теодор Бааргельд организовывали в Кёльне первую выставку дадаистов. С 1925 года Фрейндлих жил и работал главным образом во Франции. В 1931 году художник присоединился к группе «Абстракция-Творчество» (Abstraction-Création).
В 1937 году несколько работ художника были конфискованы нацистами и продемонстрированы на выставке «Дегенеративное искусство», включая монументальную скульптуру «Новый человек» (Der Neue Mensch), фотография которой была опубликована на обложке каталога выставки. Как предполагается, эта скульптура была позже уничтожена.
Когда началась Вторая мировая война, Отто Фрейндлих был задержан французскими властями, но вскоре отпущен благодаря вмешательству Пабло Пикассо. В 1943 году Фрейндлих был арестован немецкими оккупационными властями и отправлен в концентрационный лагерь Майданек, где он был убит в день прибытия.

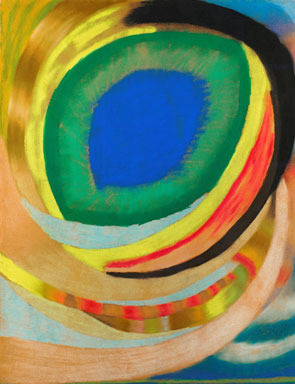
Космический глаз. 1921—1922
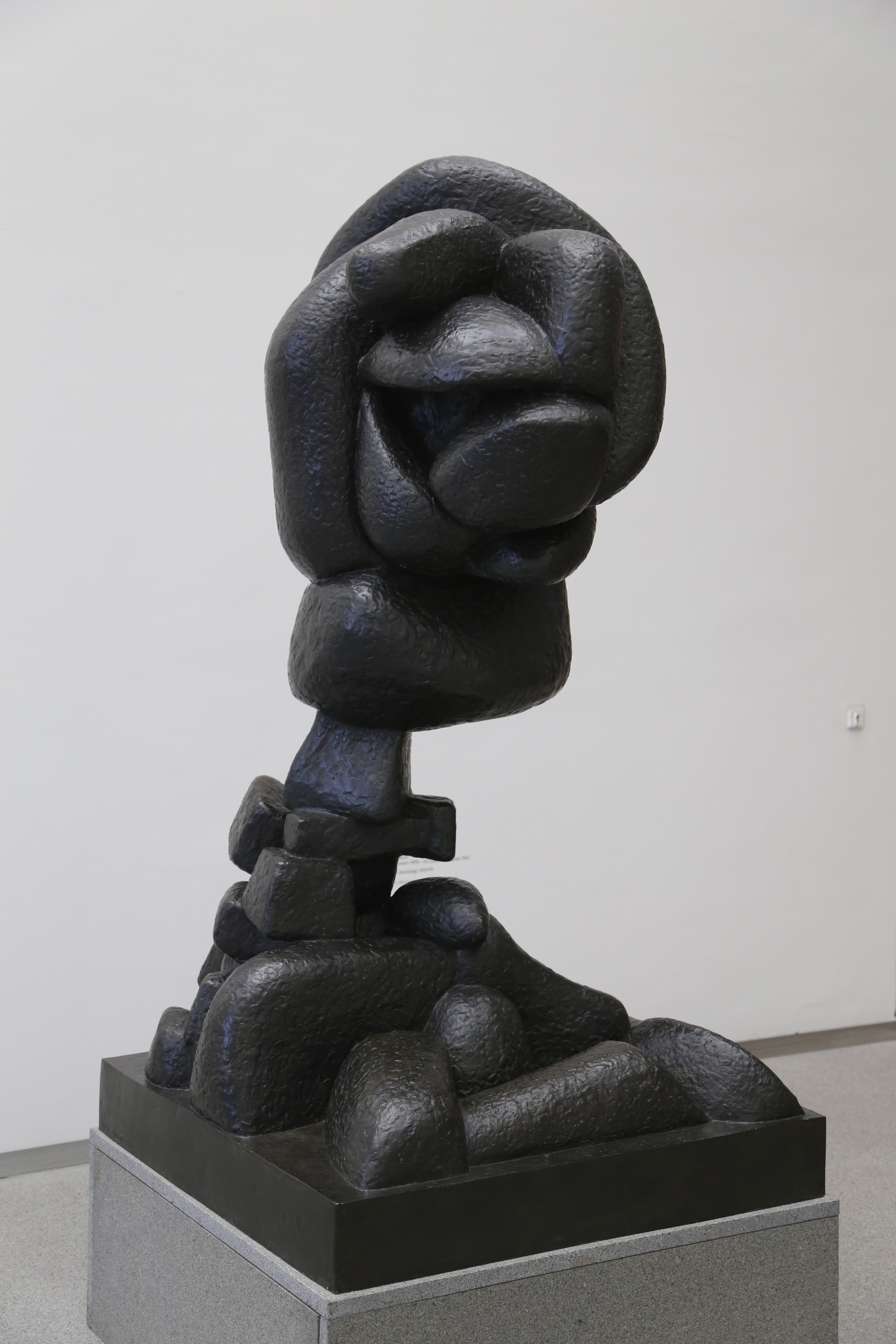
Восхождение. 1929
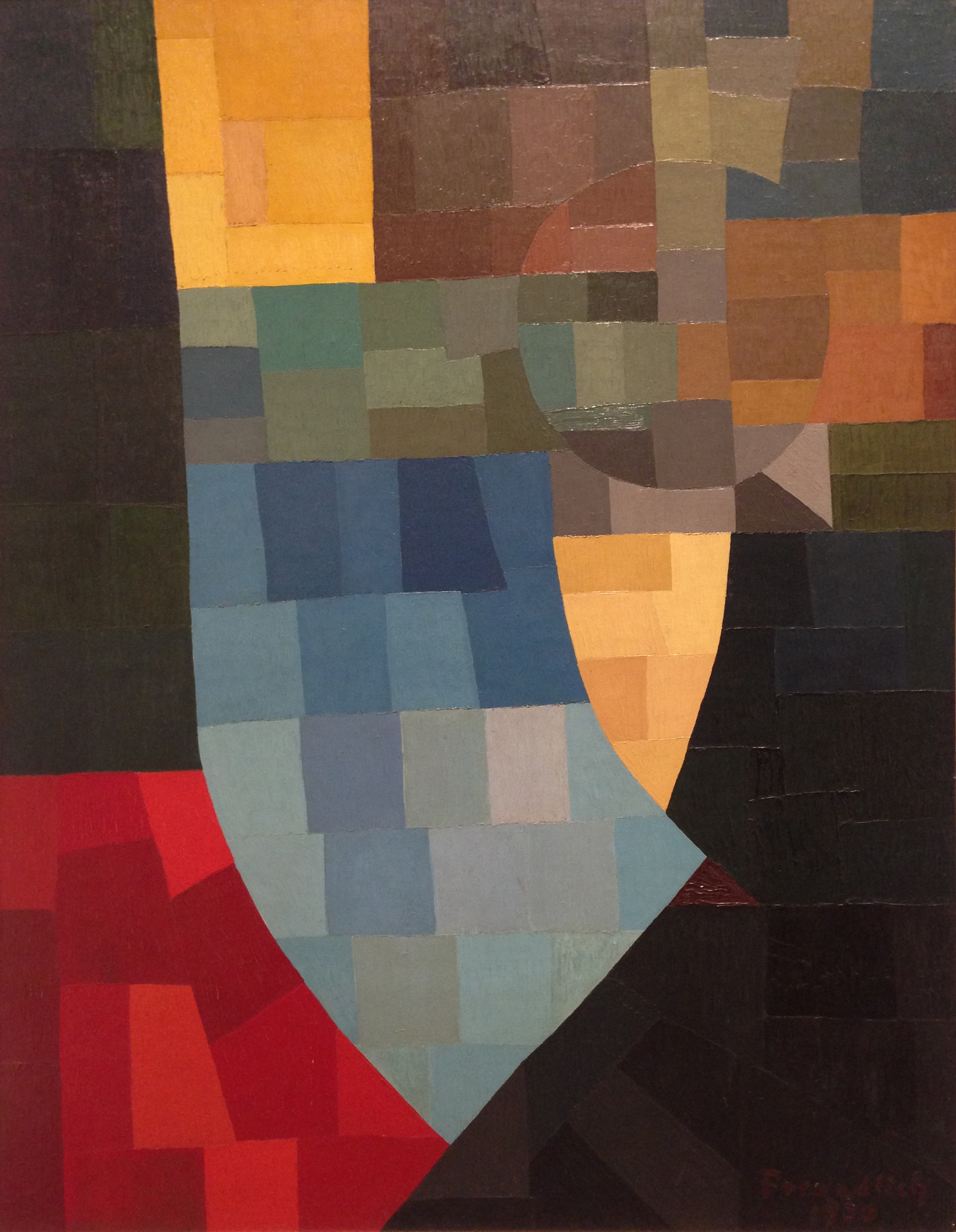
Композиция. 1930
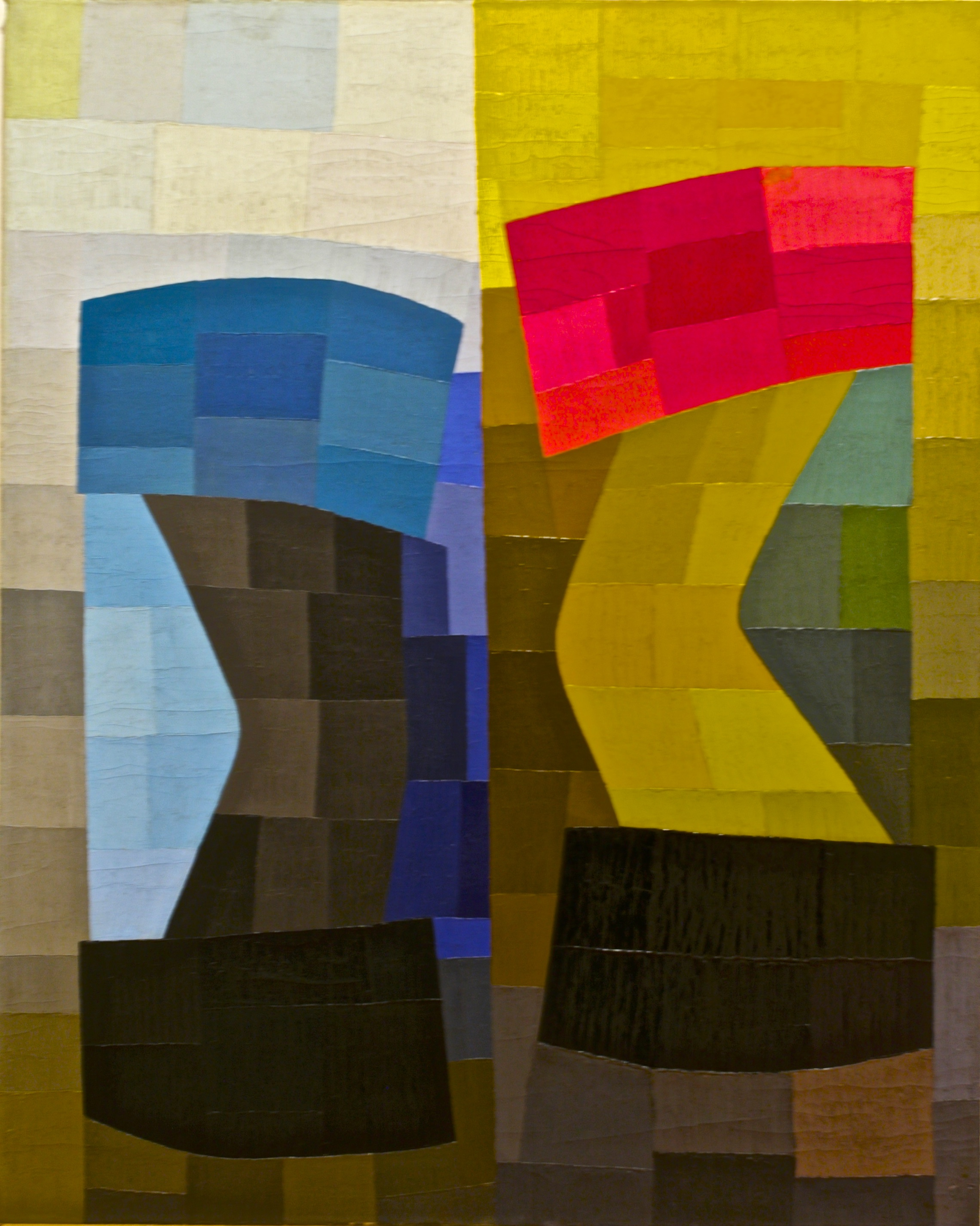
Без названия. 1934